# Shaw and Crompton
Shaw and Crompton är en civil parish i Storbritannien.   Den ligger i distriktet Oldham i Greater Manchester i riksdelen England, i den centrala delen av landet, 260 km nordväst om huvudstaden London. Shaw and Crompton gränsar till Denshaw.